# بوريس كارلوف

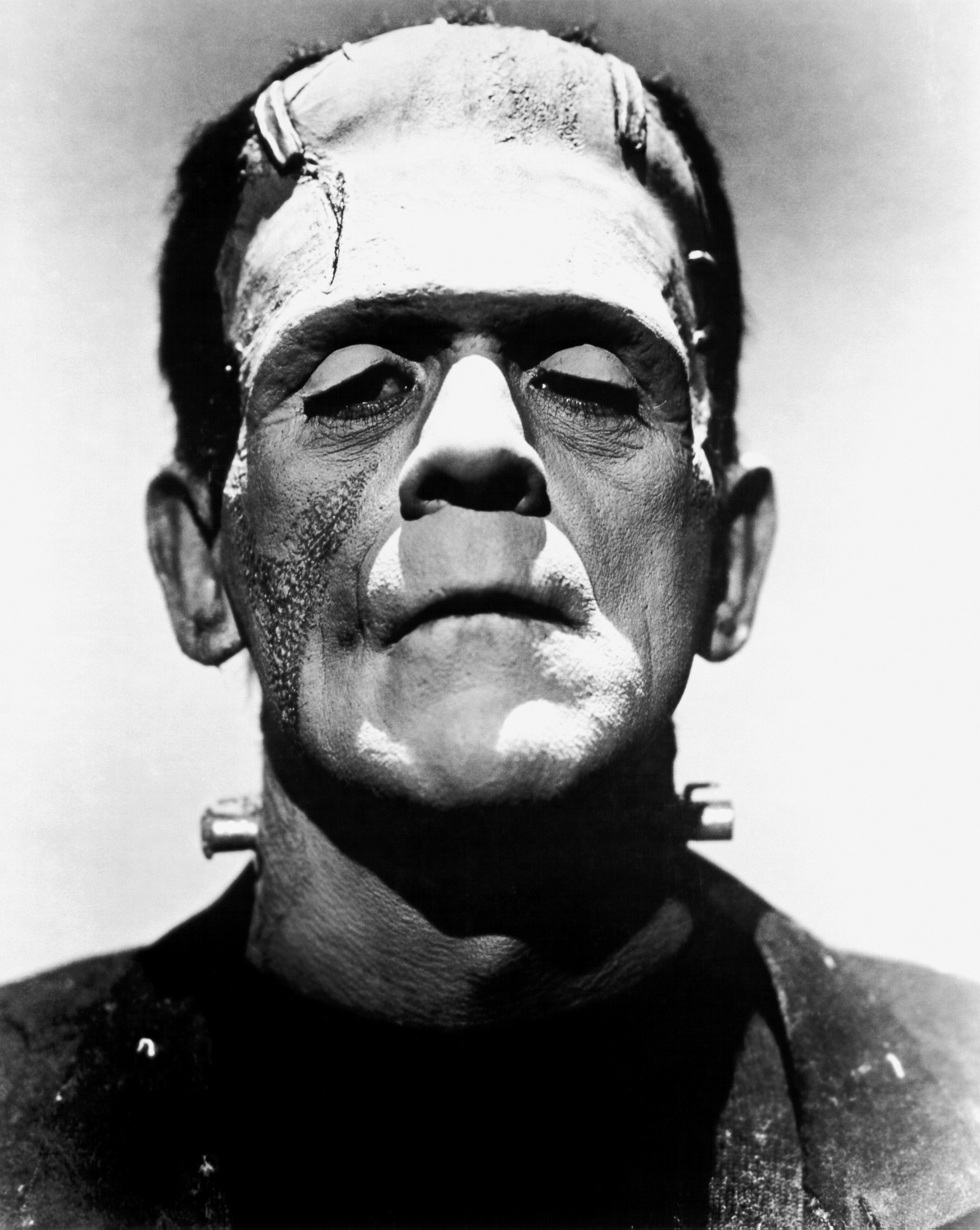
بوريس كارلوف في دور الوحش فرانكنشتاين

بوريس كارلوف (بالإنجليزية: Boris Karloff)، اسمه الحقيقي ويليام هنري برات (23 نوفمبر 1887 في لندن - 2 فبراير 1969 في غرب ساسكس) كان مسرحي و ممثل بريطاني.
أصبح بوريس معروفاً بشكل أساسي كممثل في أفلام الرعب بعد دور الوحش الذي لعبه عام 1931 في فيلم فرانكنشتاين. مثل أيضاً خلال أكثر من خمسين سنة من الحياة الفنية في كثير من الأدوار المختلفة، في التلفزيون، والمسرح.

## حياته
لم يغير اسمه من الناحية القانونية إلى «بوريس كارلوف». وقع على الوثائق الرسمية «ويليام إتش برات، المعروف أيضًا باسم بوريس كارلوف».

## روابط خارجية
- بوريس كارلوف على موقع IMDb (الإنجليزية)
- بوريس كارلوف على موقع الموسوعة البريطانية (الإنجليزية)
- بوريس كارلوف على موقع روتن توميتوز (الإنجليزية)
- بوريس كارلوف على موقع ألو سيني (الفرنسية)
- بوريس كارلوف على موقع ميوزك برينز (الإنجليزية)
- بوريس كارلوف على موقع تيرنر كلاسيك موفيز (الإنجليزية)
- بوريس كارلوف على موقع أول موفي (الإنجليزية)
- بوريس كارلوف على موقع قاعدة بيانات برودواي على الإنترنت (الإنجليزية)
- بوريس كارلوف على موقع قاعدة بيانات الأفلام السويدية (السويدية)
- بوريس كارلوف على موقع إن إن دي بي (الإنجليزية)